# Derek N. Twist
Pour les articles homonymes, voir Twist (homonymie).
Derek Norman Twist, né le 26 mai 1905 à Londres et mort le 15 août 1979 à Chelmsford (Essex), est un monteur, réalisateur, scénariste et producteur anglais, connu comme Derek N. Twist (ou Derek Twist).

## Biographie
Au cinéma, Derek N. Twist débute comme monteur, contribuant ainsi à quinze films britanniques sortis entre 1931 et 1939 ; quatre d'entre eux sont réalisés par Michael Powell, dont À l'angle du monde (1937, avec John Laurieet Finlay Currie) ; le film sans doute le plus notable qu'il monte est Les 39 Marches d'Alfred Hitchcock (1935, avec Robert Donat et Madeleine Carroll).
Il est scénariste de onze autres films britanniques, le premier étant They Drive by Night d'Arthur B. Woods (1938, avec Emlyn Williams et Ernest Thesiger) ; le dernier sort en 1958. S'ajoutent à ce titre trois séries télévisées (1955-1960).
En outre, Derek N. Twist est le réalisateur de cinq films (dont il est également scénariste), le premier étant Au bout du fleuve (1947, avec Sabu et Esmond Knight) ; le dernier est Rx for Murder (1958). De plus, pour la télévision, il réalise quatorze épisodes (1954-1956) de la série américano-britannique Douglas Fairbanks Presents (en).  
Enfin, il est producteur (et scénariste) du film Angels One Five (en) de George More O'Ferrall (1952, avec Jack Hawkins).

## Filmographie
(films britanniques, sauf mention contraire)

### Monteur (sélection)
- 1931 : Sunshine Susie de Victor Saville
- 1932 : After the Ball de Milton Rosmer
- 1934 : The Fire Raisers de Michael Powell
- 1935 : Les 39 Marches (The 39 Steps) d'Alfred Hitchcock
- 1935 : The Phantom Light de Michael Powell
- 1937 : À l'angle du monde (The Edge of the World) de Michael Powell
- 1939 : Le lion a des ailes (The Lion Has Wings) de Michael Powell et autres

### Scénariste (sélection)
- 1938 : They Drive by Night d'Arthur B. Woods
- 1939 : Murder Will Out de Roy William Neill
- 1940 : Confidential Lady d'Arthur B. Woods

### Réalisateur (intégrale)
- 1947 : Au bout du fleuve (The End of the River) (+ scénariste)
- 1949 : All Over the Town (+ scénariste)
- 1951 : Green Grow the Rushes (+ scénariste)
- 1954-1956 : Douglas Fairbanks Presents (série télévisée américano-britannique), saisons 2 à 5, 14 épisodes
- 1955 : Police Dog (+ scénariste)
- 1958 : Rx for Murder (+ scénariste)

### Producteur (intégrale)
- 1952 : Angels One Five de George More O'Ferrall (+ scénariste)